# Poljsko-ukrajinska vojna
Poljsko-ukrajinska vojna (poljsko Wojna polsko-ukraińska, ukrajinsko Польсько-українська війна, latinizirano: Pol'sk'ko-ukrajins'ka vijna) je bil spopad med Drugo poljsko republiko in ukrajinskimi silami, tako z Zahodnoukrajinsko ljudsko republiko kot Ukrajinsko ljudsko republiko, ki je trajal od novembra 1918 do julija 1919. 
Konflikt je imel korenine v etničnih, kulturnih in političnih razlikah med poljskim in ukrajinskim prebivalstvom, ki je živelo v regiji, saj so bile Poljska in obe ukrajinski republiki države naslednice razpadlega Ruskega imperija in Avstoogrskega cesarstva. 
Vojna se je začela v vzhodni Galiciji po razpadu Avstro-Ogrske in se nato razširila na Helminsko regijo in Volinijo, ki sta prej pripadali Ruskemu carstvu. 
Poljska je sporno ozemlje ponovno zasedla 18. julija 1919. 

## Ozadje
Izvor spora je bilo zapleteno narodnostno stanje v Galiciji na prelomu 20. stoletja. Zaradi sorazmerne popustljivosti habsburških oblasti do narodnih manjšin je bila Avstro-Ogrska Galicija odlično okolje za razvoj tako poljskega kot ukrajinskega narodnega gibanja. Med revolucijo leta 1848 so Avstrijci, zaskrbljeni zaradi poljskih zahtev po večji avtonomiji znotraj pokrajine, podprli majhno skupino Rutencev (Ukrajincev), katere cilj je bil, da jih priznajo kot ločeno narodnost.
V Galiciji so se ustanavljale šole v rutenščini (ukrajinščini), rutenske politične stranke in Rutenci so začeli razvijati svojo nacionalno kulturo. To je presenetilo nekatere Poljake, ki so do revolucije skupaj z najbolj politično ozaveščenimi Rutenci verjeli, da so Rutenci del poljskega naroda, ki je bil takrat definiran politično in ne etnografsko. V poznih 90. letih 19. stoletja in v prvih desetletjih 20. stoletja je populistična rutenska inteligenca začela uporabljati ime Ukrajinci. Prizadevali so si promovirati svojo nacionalno kulturo, vključno s prizadevanji za standardizacijo ukrajinskega jezika ter ustanavljanjem in podporo ukrajinskih kulturnih ustanov, kot so bila znanstvena društva, gledališče in Narodni muzej v Lvovu. V začetku 20. stoletja se je narodna zavest razvila tudi med preprostejšim, pretežno podeželskim ukrajinskim prebivalstvom.
V poznem 19. in zgodnjem 20. stoletju je med obema narodoma prišlo do številnih incidentov. Poljska uprava je na primer nasprotovala Ukrajincem udeležbo na parlamentarnih volitvah leta 1897. Drug konflikt se je razvil v letih 1901 do 1908 okoli Univerze v Lvovu, ker so ukrajinski študenti zahtevali svojo Ukrajinsko univerzo. Poljski študenti in profesorji so poskušali gibanje zatreti. Leta 1903 so imeli Poljaki in Ukrajinci v Lvovu ločene konference: Poljaki maja in Ukrajinci avgusta. Nacionalni gibanji sta se razvijali z nasprotujočimi si cilji, kar je botrovalo kasnejšemu spopadu. 
Etnična sestava Galicije je bila dobra podlaga za tamkajšnji konflikt med Poljaki in Ukrajinci. Avstrijska provinca Galicija je bila sestavljena iz ozemlja Rutenskega vojvodstva, ki je bilo od leta 1434 del Poljske, in ga jer zasedla Avstrija leta 1772 med prvo delitvijo Poljske. Dežela je vključevala ozemlje, zgodovinsko pomembno za Poljsko, vključno s starodavno prestolnico Krakov, in je imela večinsko poljsko prebivalstvo. Vzhodna Galicija je vključevala središče zgodovinske pokrajine Galicija-Volinija in imela ukrajinsko večino. V vzhodni Galiciji so Ukrajinci predstavljali približno 58 % prebivalstva, Poljaki 34 % prebivalstva in Judje približno 8 %.
V Lvovu je bilo leta 1910 približno 60 % Poljakov in 12 % Ukrajincev. Poljaki so menili, da je Lvov ena od poljskih kulturnih prestolnic, zato je bilo zanje nepredstavljivo, da nimajo nadzora nad mestom.
Verske in etnične delitve so ustrezale družbeni razslojenosti. Vodilni družbeni sloj Galicije so bili poljski plemiči ali potomci ruskega plemstva, ki so bili v preteklosti polonizirani, na vzhodu province pa so prevladovali Ukrajinci, večinoma kmetje. V poznem 19. stoletju so bili v Galiciji Poljaki in Judje tisti, ki so obvladovali trgovino in industrijski razvoj.
V 19. in zgodnjem 20. stoletju so tamkajšnji Ukrajinci poskušali prepričati Avstrijce, da Galicijo razdelijo na zahodne (poljske) in vzhodne (ukrajinske) province. Tem prizadevanjem so se uprli in jih preprečili lokalni Poljaki, ki so se bali izgube nadzora nad Lvovom in Vzhodno Galicijo. Avstrijci so se na koncu načeloma strinjali z razdelitvijo province Galicije. Oktobra 1916 je cesar Karl I. obljubil, da bo to storil po vojni.

## Preludij
Zaradi posredovanja avstrijskega nadvojvode Viljema, ki je prevzel ukrajinsko identiteto in se imel za ukrajinskega domoljuba, sta bila oktobra 1918 v Lemberg (Lvov) nameščena dva polka večinoma ukrajinskih vojakov. Ko je avstro-ogrska oblast padla, je bil 18. oktobra 1918 ustanovljen Ukrajinski narodni svet (Rada), ki so ga sestavljali ukrajinski člani avstrijskega parlamenta in regionalnih galicijskih in bukovinskih zborov ter voditelji ukrajinskih političnih strank. Svet je objavil namero o združitvi zahodnoukrajinskih dežel v enotno državo. Medtem ko so se Poljaki pripravljali, da bi zavzeli Lvov in vzhodno Galicijo, je stotnik Dmitro Vitovski iz Sečenskih strelcev s skupino 1400 vojakov in 60 mladih ukrajinskih častnikov v noči z 31. oktobra prevzel oblast nad Lvovom. 13. novembra 1918 je bila razglašena  Zahodnoukrajinska ljudska republika z glavnim mestom Lvov. 
Razglasitev republike je poljsko etnično prebivalstvo in upravo presenetila. Nova ukrajinska republika je zahtevala suverenost nad vzhodno Galicijo, vključno s Karpati do mesta Nowy Sącz na zahodu, ter Volinijo, Karpatsko Rutenijo in Bukovino. Zadnji dve pokrajini sta zase zahtevali tudi Madžarska oziroma Romunija. Čeprav so večino prebivalstva Zahodnoukrajinske ljudske republike predstavljali Ukrajinci, so imela mnoga mestna naselja poljsko večino. V Lvovu so ukrajinski prebivalci navdušeno podprli razglasitev, pomembna judovska manjšina v mestu pa je to sprejela ali ostala nevtralna. Poljska večina je bila seveda šokirana, ker se je čez noč znašla v ukrajinski državi. Ker Zahodnoukrajinska ljudska republika ni bila mednarodno priznana in meje Poljske še niso bile določene, je bilo vprašanje lastništva spornega ozemlja zreducirano na vprašanje vojaškega nadzora.

## Vojna

### Začetek
Boji med ukrajinskimi in poljskimi silami so bili skoncentrirani okoli razglašene ukrajinske prestolnice Lvov in dostopov k temu mestu. V Lvovu so se ukrajinskim silam zoperstavile lokalne samoobrambne enote, sestavljene večinoma iz veteranov prve svetovne vojne, študentov in otrok. Spretno poveljevanje, dobra taktika in visoka morala so omogočili Poljakom, da so se uprli slabo načrtovanim ukrajinskim napadom. Poleg tega so Poljaki z dogovori o prekinitvi ognja spretno kupovati čas in čakali na okrepitve. Medtem ko so Poljaki lahko računali na široko podporo civilnega prebivalstva, je bila ukrajinska stran v veliki meri odvisna od pomoči od zunaj. Upori proti ukrajinski oblasti so izbruhnili tudi v Drohobychu, Przemyślu, Sambirju in Jarosławu. V Przemyślu so se lokalni ukrajinski vojaki hitro razpršili na svoje domove, Poljaki pa so zavzeli mostove čez reko San in železnico do Lvova, kar je poljskim silam v tem mestu omogočilo pridobitev znatnih okrepitev. 
Po dveh tednih hudih bojev v Lvovu je oborožena enota pod poveljstvom podpolkovnika Michała Karaszewicz-Tokarzewskega iz prenovljene poljske vojske je 21. novembra prebila ukrajinsko obleganje in vstopila v mesto. Takoj po zavzetju mesta so poljske enote napadli pripadniki lokalne judovske milice. Poljski vojaki in kriminalci so namreč v pogromu ropali v judovskih in ukrajinskih četrtih in ubili približno 340 civilistov. Poljaki so številne ukrajinske aktiviste internirali v taborišča. Ukrajinska vlada je zagotovila finančno pomoč judovskim žrtvam nasilja in v svojo vojsko vključila judovski bataljon. Nekatere frakcije so za grozodejstva v Lvovu krivile Modro vojsko generala Hallerja, kar je malo verjetno, saj je ta vojska, ki jo je izurila in podpirala Francija, Francijo in zahodno fronto zapustila šele aprila 1919, torej precej po nemirih.
9. novembra 1918 so poljske sile poskušale presenetiti Ukrajince in zavzeti naftna polja v Drohobyču, a so jih številčnejši Ukrajinci premagali in pregnali. Ukrajinci so obdržali nadzor nad naftnimi polji do maja 1919.
6. novembra 1918 je bila v severni polovici Bukovine razglašena nova vlada Ukrajinske Bukovine pod predsednikom Omeljanom Popovičem. Nova država je za glavno mesto izbrala Černivce. Republika je bila razpuščena 11. novembra, ko je romunska vojska zasedla Černivce. Ukrajinska uprava in njena vojaška podpora sta se dan prej umaknili iz mesta.
Do konca novembra 1918 so poljske sile nadzirale Lvov in železnico, ki je povezovala Lvov z osrednjo Poljsko, medtem ko so Ukrajinci nadzorovali preostali del vzhodne Galicije vzhodno od reke San, vključno z območji južno in severno od železnice v Lvov. Mesto Lvov, sicer pod poljskim nadzorom, je bilo s treh strani obdano z ukrajinkimi silami.

### Bitke za Volinijo
Takoj po razpadu Avstro-Ogrske so poljske sile zavzele območje Chełma. Kmalu zatem so avstrijski poveljniki v jugozahodni Voliniji (Volodimir-Volinski in Kovel) predali oblast lokalnim poljskim narodnim odborom. Novembra–decembra 1918 so Poljaki zasedli tudi v Podlesje in zahodno Polesje, v zahodni Voliniji pa so jih zaustavile čete generala M. Osetskega.
Medtem ko so poljske enote poskušale prevzeti nadzor nad regijo, so sile Ukrajinske ljudske republike pod Simonom Petljuro poskušale povrniti ozemlje gubernije Chełm, ki so ga že nadzorovale poljske čete. 
Po mnenju Richarda Pipesa se je prvi večji pogrom v tej regiji zgodil januarja 1919 v mestu Ovruč, kjer so Jude oropali in pobili polki Kozyr-Zyrka, povezani z vlado Simona Petljure. Nicolas Werth trdi, da so bile oborožene enote Ukrajinske ljudske republike odgovorne tudi za posilstva, ropanje in poboje v Žitomirju, v katerih je življenje izgubilo 500–700 Judov.
Po dveh mesecih hudih bojev so spopad marca 1919 razrešile sveže in dobro opremljene poljske enote pod poveljstvom generala Edwarda Rydz-Śmigłyja. 

### Zastoj v vzhodni Galiciji
Zahvaljujoč hitri in učinkoviti mobilizaciji decembra 1918 so imeli Ukrajinci do februarja 1919 veliko številčno prednost in Poljake potisnili na obrambne položaje. Po ameriškem poročilu iz obdobja od 13. januarja do 1. februarja 1919 je Ukrajincem na koncu uspelo s treh strani obkoliti Lvov. Prebivalci mesta so ostali brez vode in elektrike. Ukrajinska vojska je držala tudi vasi na obeh straneh železniške proge v Przemyśl.
Ukrajinske sile so še naprej nadzirale večino vzhodne Galicije in do maja 1919 grozile samemu Lvovu. V tem času je bila po italijanskih in poljskih poročilih morala v ukrajinski vojski na zelo visoki ravni, medtem ko so se mnogi poljski vojaki, zlasti iz nekdanje Kongresne Poljske, želeli vrniti domov, ker niso videli razloga, da bi se borili proti Ukrajinecm za ukrajinska ozemlja. Poljske sile so bile dvakrat šibkejše od nasprotnikovih in jim je primanjkovalo streliva. Poljaki so imeli kljub temu določene prednosti. Imeli so veliko več in bolje usposobljenih častnikov, kar je povzročilo boljšo disciplino in večjo mobilnost. Imeli so tudi odlično obveščevalno službo in so lahko zaradi nadzora nad železnicami za svojimi linijami precej hitro premikali svoje enote. Vse to je imelo za posledico, da so kljub manjšemu številu vojakov v posebej pomembnih bitkah lahko na bojišče pripeljali toliko vojakov kot Ukrajinci.
9. decembra 1918 so ukrajinske sile prebile obrambo Przemyśla v upanju, da bodo zavzele mesto in tako odrezale Lvov od osrednje Poljske. Poljaki so tja hitro poslali svoje enote in do 17. decembra prisilili Ukrajince, da so se umaknili. 27. decembra je ukrajinska vojska, okrepljena s kmečkimi četami iz vzhodne Ukrajine, začela splošno ofenzivo proti Lvovu. Obramba Lvova je zdržala, vzhodnoukrajinske čete pa so se uprle.
Od 6. do 11. januarja 1919 so zahodne ukrajinske sile severno od Lvova odbile poljski napad 5.000 na novo rekrutiranih vojakov iz nekdanje ruske Poljske, ki jim je poveljeval Jan Romer. Manjšemu številu vojakov se je skupaj z Romerjem po velikih izgubah uspelo prebiti do Lvova. Med 11. in 13. januarjem so poljske sile poskušale pregnati ukrajinske čete, ki so oblegale Lvov z juga, ukrajinske čete pa so hkrati poskušale še en splošen napad na Lvov. Oba poskusa sta bila neuspešna. Februarja 1919 so poljske čete, ki so poskušale zavzeti Sambr, z velikimi izgubami premagali ukrajinski branilci, potem pa jim je slaba mobilnost ukrajinskih čet preprečila, da bi izkoristili to zmago.
14. februarja so ukrajinske sile začele nov napad na Lvov. Do 20. februarja jim je uspelo uspešno prekiniti železniške povezave med Lvovom in Przemyslom. Lvov je bil obkoljen, ukrajinske sile pa v dobrem položaju, da zavzamejo mesto. Načrte jim je preprečila misija Antante pod vodstvom Francije, ki je 22. februarja prišla v ukrajinsko poveljstvo in zahtevala, da Ukrajinci prekinejo sovražnosti pod grožnjo prekinitve vseh diplomatskih vezi med Antanto in ukrajinsko vlado. 25. februarja je ukrajinska vojska prekinila ofenzivo.  Barthélemyjeva misija je 28. februarja predlagala razmejitveno črto, po kateri bi skoraj 70 % ozemlja Vzhodne Galicije pripadlo Ukrajincem, Lvov z naftnimi polji pa Poljski. Ukrajinci bi dobili polovico proizvedene nafte. Poljaki so predlog sprejeli, Ukrajinci pa so menili, da so zavezniške zahteve, ki so vključevale izgubo znatnega dela ozemlja, naseljenega z Ukrajinci, pretirano naklonjene Poljakom. Slednji so 4. marca nadaljevali z ofenzivo. 5. marca je ukrajinsko topništvo razstrelilo skladišče streliva v Lvovu, kar je povzročilo paniko med poljskimi vojaki. Ukrajinci tega niso uspeli izkoristiti. V času prekinitve ognja so Poljaki uspeli organizirati okrepitev  8.000–10.000 vojakov, ki so do 12. marca dosegli Przemyśl in do 18. marca pregnali ukrajinske sile z železniške proge Lvov-Przemyśl in tako trajno zavarovali Lvov.
6.–11. januarja 1919 je majhen del ukrajinske galicijske vojske vdrl v Zakarpatje, da bi med prebivalci širil proukrajinska čustva. Ukrajinske enote so se tam borile s češkoslovaško in madžarsko lokalno policijo. Uspelo jim je zavzeti nekaj ukrajinskih naselij pod madžarskim nadzorom, potem pa so se po nekaj spopadih s Čehoslovaki umaknili, ker je bila Češkoslovaška edina država, ki je trgovala z Zahodnoukrajinsko ljudsko republiko in jo politično podpirala. Nadaljnji konflikt s češkoslovaškimi oblastmi bi vodil v popolno gospodarsko in politično izolacijo Zahodnoukrajinske ljudske republike. 

### Ukrajinski kolaps
14. maja 1919 se je začela poljska splošna ofenziva po vsej Voliniji in vzhodni Galiciji. Izvedle so jo enote poljske vojske s pomočjo novoprispele Modre armade generala Józefa Hallerja de Hallenburga. Modra armada, sestavljena iz poljskih enot, ki so se borile za Antanto na zahodni fronti in so štele 60.000 vojakov, so zahodni zavezniki dobro opremili in delno okrepili z izkušenimi francoskimi častniki, šolanimi za boj proti boljševikom in ne proti silam Zahodnoukrajinske ljudske republike. Poljaki so Modro armado kljub temu poslali proti Ukrajincem, da bi prekinili pat položaj v vzhodni Galiciji. Zavezniki so poslali Poljakom več telegramov, v katerih so jih opozarjali, naj ustavijo svojo ofenzivo, saj je bila uporaba francosko opremljene vojske proti Ukrajincem v nasprotju s pogoji francoske pomoči, vendar Poljaki tega niso upoštevali. Trdili so, da so Ukrajinci boljševiški simpatizerji. Istočasno je 23. maja Romunija odprla drugo fronto proti ukrajinskim silam in zahtevala njihov umik iz južnih delov vzhodne Galicije, vključno z začasno prestolnico Stanislaviv. Napad je za Ukrajince pomenil izgubo ozemlja in streliva in dodatno izolacijo od zunanjega sveta.
Ukrajinske frontne črte so bile pretrgane, predvsem zaradi umika elitnih Sečenskih strelcev. 27. maja so poljske sile dosegle črto Złota Lipa–Berezhany–Jezierna–Radziwiłłów. Poljsko napredovanje je spremljal velik val protijudovskega nasilja in ropanja neorganizirane poljske drhali, kakršen je bil v Lvovu leta 1918. V pogromih so sodelovali tudi poljski vojaki, zlasti tisti iz poznanskih polkov in Hallerjeve vojske, uradno v nasprotju z ukazi njihovih častnikov. Ofenziva je bila na ukaz Antante ustavljena in Hallerjeve čete so zavzele obrambne položaje.

### Čortkivska ofenziva in končna poljska zmaga
8. junija 1919 so ukrajinske sile pod novim poveljstvom Oleksandra Hrekova, nekdanjega generala ruske vojske, začele protiofenzivo in po treh tednih napredovale do Hnyle Lype in zgornjega toka reke Strij ter porazile pet poljskih divizij. Poljske sile so se morale umakniti, vendar jim je uspelo preprečiti svoj zlom in se izogniti obkolitvi in zajetju. Ukrajinske sile kljub zmagam niso mogle pridobiti večjih količin orožja in streliva. Do 27. junija so napredovale 120 km daleč vzdolž Dnestra in na drugi fronti  150 km daleč mimo mesta Brody. Do Lvova so bile oddaljene dva dni hoda.
Uspešna ofenziva v Čortkivu se je ustavila predvsem zaradi pomanjkanja streliva – na vsakega ukrajinskega vojaka je prišlo le 5–10 nabojev. Zahodnoukrajinska vlada je nadzorovala naftna polja v Drohobychu. S tamkajšnjo nafto je nameravala kupiti orožje, ki ga je bilo iz političnih razlogov mogoče nabaviti samo preko Češkoslovaške. Ukrajincem te transportne poti ni uspelo zagotoviti, četudi so potisnili Poljake za 120 do 150 km proti poljski meji. Zalog orožja in streliva zato niso mogli dopolniti in Hrekov je moral prekiniti svojo ofenzivo. 
27. junija 1919 je poveljstvo nad poljskimi silami prevzel Józef Piłsudski in začel še eno ofenzivo. Njegovo vojsko sta okrepili dve sveži poljski diviziji. Ofenziva se je začela 28. junija 1919. Dvakrat večja poljska armada je potisnila Ukrajince nazaj do reke Zbruč in okupirala celo Zahodnoukrajinsko republiko. Za razliko od pehote ukrajinskemu topništvu ni primanjkovalo streliva, kar je Ukrajincem omogočilo urejen umik. Preko reke Zbruč se je v osrednjo Ukrajino umaknilo približno 100.000 civilnih beguncev in 60.000 vojakov, od katerih jih je bilo 20.000 pripravljenih za boj.

## Diplomatska fronta
Poljska in ukrajinska vojska sta se tako med vojno kot po njej vojskovali tudi na diplomatskih frontah. Ukrajinci so upali, da bodo zahodni zavezniki iz prve svetovne vojne podprli njihovo stvar, saj je Versajska pogodba, ki je končala prvo svetovno vojno, temeljila na načelu nacionalne samoodločbe. V skladu s tem so diplomati Zahodnoukrajinske ljudske republike upali, da bo Zahod prisilil Poljsko k umiku z ozemelj z ukrajinsko demografsko večino.
Mnenja med zavezniki so bila deljena. Velika Britanija pod vodstvom premierja Davida Lloyda Georgea in v manjši meri Italija sta nasprotovali poljski širitvi. Njuni predstavniki so trdili, da bi podelitev ozemlja Zahodnoukrajinske ljudske republike Poljski kršila načelo nacionalne samoodločbe in da bi sovražne narodne manjšine spodkopale poljsko državo. V resnici je britansko politiko narekovala nepripravljenost škoditi ruskim interesom v regiji in odtujiti prihodnjo rusko državo s preprečevanjem morebitne združitve Vzhodne Galicije z Rusijo. Poleg tega so Britanijo zanimala za naftna polja v Zahodni Ukrajini. Češkoslovaška, ki je bila sama vpletena v konflikt s Poljsko, je bila naklonjena ukrajinski vladi in ji prodajala orožje v zameno za nafto. Francija je v med vojno močno podpirala Poljsko. Francozi so upali, da bo velika in močna poljska država služila kot protiutež Nemčiji in bo Nemčijo izolirala od sovjetske Rusije. Francoski diplomati so dosledno podpirali poljske zahteve po ozemljih, ki so jih zahtevale tudi Nemčija, Litva in Ukrajina. Francija je zagotovila tudi veliko orožja in streliva ter francoske častnike, predvsem sile generala Hallerja, ki so bile uporabljene proti zahodnoukrajinski vojski, na veliko grozo Lloyda Georgea in predsednika Wilsona.
Pozimi 1918–1919 je poljska vlada z diplomatsko ofenzivo skušala nagniti mnenja zaveznikov v prid popolne podpore poljske stvari in se zoperstaviti nemški dezinformacijski kampanji, katere cilj je bil oslabiti francosko, britansko in ameriško podporo nove poljske države. Vladni uradniki na Poljskem in v tujini so večkrat sprožili vprašanje možne povezave med Nemčijo in Zahodnoukrajinsko ljudsko republiko, pri čemer so vztrajali, da Nemci finančno podpirajo zahodnoukrajinsko vlado in boljševiško revolucijo v Rusiji, da bi zasejali val političnih nemirov in kaos v regiji. Ukrajinci so takšnim trditvam ugovarjali in trdili, da so Poljaki želeli prikazati Zahodnoukrajinsko ljudsko republiko kot pronemško in naklonjeno boljševikom zaradi uspešne obrambe ukrajinske galicijske vojske, ki je ustavila poljsko vojaško ofenzivo.
V poskusu končanja vojne je bila januarja 1919 na Poljsko poslana zavezniška komisija pod vodstvom francoskega generala, da se pogaja o mirovnem sporazumu med sprtima stranema, kar je povzročilo premirje. Februarja je komisija priporočila, naj Zahodnoukrajinska ljudska republika preda Poljski tretjino svojega ozemlja, vključno z mestom Lvov in naftnimi polji v Drohobiču. Ukrajinci so to zavrnili, ker premirje ni ustrezalo etnologiji države ali vojaškemu položaju, in prekinili diplomatske vezi s Poljsko. Sredi marca 1919 je francoski maršal Ferdinand Foch, ki je želel uporabiti Poljsko kot operativno bazo za ofenzivo proti Rdeči armadi, postavil vprašanje poljsko-ukrajinske vojne pred vrhovni svet in pozval k obsežni poljsko-romunski vojni, vojaški operaciji, ki bi jo izvedli ob podpori zaveznikov, ter takojšnjo pošiljanje Hallerjevih divizij na Poljsko, da bi razbremenili Lvov pred ukrajinskim obleganjem.
Druga zavezniška komisija, ki jo je vodil južnoafriški general Louis Botha, je maja predlagala premirje, po katerem naj bi (zahodni) Ukrajinci obdržali naftna polja v Drohobiču, Poljaki pa Lvov. Ukrajinska stran se je s tem predlogom strinjala, Poljaki pa so ga zavrnili z utemeljitvijo, da ni upošteval celotnega vojaškega položaja Poljske in okoliščin na vzhodni fronti. Boljševiška vojska je medtem prebila fronto Ukrajinske ljudske republike in napredovala v Podolje in Volinjo. Poljaki so razpravljali o tem, da potrebujejo vojaški nadzor nad celotno vzhodno Galicijo, da bi zavarovali južno krilo svoje fronte z Rusijo in jo okrepili s stikom z Romunijo. Poljaki so kmalu zatem začeli napad na Ukrajince z veliko vojsko, ki jo je opremila Francija (Hallerjeva armada), ki je zavzela večino ozemlja Zahodnoukrajinske ljudske republike. Nujni telegrami zahodnih zaveznikov o ustavitvi ofenzive so bili na poljski strani prezrti.  Češkoslovaška, ki je podedovala sedem naftnih rafinerij iz predvojnih avstrijskih časov in je bila odvisna od svojih naftnih pogodb z ukrajinsko vlado, je od Poljakov zahtevala, da Češkoslovakom pošljejo nafto, ki je bila plačana ukrajinski vladi. Poljaki so to zavrnili z navedbo, da je bila nafta plačana s strelivom, ki je bilo uporabljeno proti poljskim vojakom. Čeprav se Čehoslovaki niso maščevali, so po poljskih poročilih razmišljali o zasegu naftnih polj in njihovi vrnitvi Ukrajincem, ki bi spoštovali svoje pogodbe.
25. junija 1919 je zavezniški svet legitimiral poljski nadzor nad vzhodno Galicijo z resolucijo, ki je odobrila vojaško okupacijo poljskih sil, vključno s Hallerjevo vojsko, do reke Zbruč in pooblastila poljsko vlado, da vzpostavi začasno civilno upravo, ki bi v največji možni meri ohranila ozemeljsko neodvisnost in svoboščine prebivalcev. 21. novembra 1919 je najvišji svet Pariške mirovne konference Poljski podelil Vzhodno Galicijo za obdobje 25 let, nato pa naj bi tam potekal plebiscit. Poljsko vlado je zavezal, da tej regiji podeli avtonomijo. Ta sklep je bil 22. decembra 1919 prekinjen in nikoli udejanjen. 21. aprila 1920 sta Józef Piłsudski in Simon Petljura podpisala zavezništvo, v katerem je Poljska Ukrajinski ljudski republiki obljubila vojaško pomoč v kijevski ofenzivi proti Rdeči armadi v zameno za sprejem poljsko-ukrajinske meje na reki Zbruč.
Po sklenitvi sporazuma je vlada Zahodnoukrajinske ljudske republike odšla v izgnanstvo na Dunaj, kjer je uživala podporo različnih zahodnoukrajinskih političnih emigrantov, pa tudi vojakov galicijske vojske, interniranih na Češkem.  Četudi vlade zahodnoukrajinske države ni uradno priznala nobena država, je sodelovala v diplomatskih dejavnostih s francosko in britansko vlado v upanju, da bo v Versaillesu dosegla ugodno poravnavo. Kot rezultat njihovih prizadevanj je svet Društva narodov 23. februarja 1921 razglasil, da Galicija leži izven ozemlja Poljske, da Poljska nima mandata za vzpostavitev upravnega nadzora v tej državi in da je Poljska zgolj okupacijska država. Suverenost v Galiciji so imele skladno s Senžermensko mirovno pogodbo, podpisano z Avstrijo septembra 1919, zavezniške sile. O nadaljnji usodi Galicije naj bi odločal svet veleposlanikov pri Društvu narodov. Svet veleposlanikov je v Parizu 8. julija 1921 izjavil, da tako imenovana "zahodnoukrajinska vlada" Jevgena Petruševiča ne predstavlja vlade niti de facto niti de jure in nima pravice zastopati nobenega od ozemelj, ki so prej pripadala Avstrijskemu cesarstvu. Po dolgem nizu pogajanj je veleposlaniški svet 14. marca 1923 sklenil, da bo Galicija vključena v Poljsko, "ob upoštevanju, da je Poljska priznala, da Galicija zaradi etnografskih razmer popolnoma zasluži avtonomijo". Po letu 1923 je bila Galicija mednarodno priznana kot del poljske države. Vlada Zahodnoukrajinske ljudske republike je nato razpadla, Poljska pa je zavrnila svojo obljubo o avtonomiji vzhodne Galicije.

### Barthelemyjeva črta
V poskusu ustavitve vojne je francoski general Marie Joseph Barthélemy predlagal demarkacijsko črto, znano kot Barthelemyjeva črta, ki naj bi ustavila spopade med poljsko in zahodnoukrajinsko vojsko. 
Leta 1918 so si države Antante prizadevale oblikovati skupno protiboljševiško fronto, ki naj bi vključevala poljsko, belorusko, romunsko in ukrajinsko vojsko. Izbruh poljsko-ukrajinskih sovražnosti v Lvovu 1. novembra je te načrte prekrižal, zato so države Antante začele pritiskati tako na Poljake kot na Ukrajince, naj poiščejo rešitev in sprejmejo demarkacijsko črto, ki so jo predlagale zavezniške države. 
19. januarja 1919 je po ukazu generala Francheta d'Espereya v Krakov prispela mirovna misija pod poveljstvom generala Josepha Barthelemyja. Misija se je sprva seznanila s položajem Poljske, ki se je odločila za razmejitveno črto Bug-Švica. Misija je nato odpotovala v Lvov, kjer se je srečala z ukrajinsko delegacijo. Ukrajinci so se odločili za razmejitveno črto na reki San. General Barthelemy je nato 28. januarja 1919 predstavil svoj kompromisni predlog. Črta premirja naj bi potekala vzdolž reke Bug do Kamionke Strumiłłowe, nato vzdolž meje okrožij do Bóbrke, nato vzdolž železniške proge Bóbrka-Wybranka, proti zahodu do Mikołajówa, ki bi ostal na ukrajinski strani, nato vzdolž železniške proge Lvov-Stryi do meje spornega ozemlja v vzhodnih Karpatih. Železniška proga Stryi-Lavochne naj bi ostala v ukrajinskih rokah. Črta naj bi bila začasna, dokler se ne bi dokončna meja določila na Pariški mirovni konferenci.
Poljska stran je to rešitev sprejela,  ukrajinska delegacija pa je vztrajala pri meji na Sanu. Zaradi ukrajinskega neodobravanja je delegacija Antante ponovno poskusila posredovati. To je izvedel pododbor Medzavezniške komisije za Poljsko, ki je bil ustanovljen 15. februarja 1919 in ga je vodil Joseph Noulens. Podkomisijo so sestavljali general Joseph Barthelemy (Francija) kot predsednik, polkovnik Adrian Carton de Wiart (Združeno kraljestvo), Robert Howard (Združene države) in major Giovanni Stabile (Italija). Pododbor je 15. februarja 1919 predstavil osnutek konvencije o premirju. Premirje vzdolž Barthelemyjeve črte naj bi bilo izključno vojaško in na noben način ne bi vplivalo na odločitve Pariške mirovne konference. Sestavni del konvencije naj bi bila dopolnilna pogodba o Borislavsko-drohobiškem naftnem bazenu. Slednji naj bi ostal na poljski strani črte premirja in pod vodstvom mednarodne komisije, pri čemer naj bi 50 % proizvodnje nafte dobila ukrajinska stran. Projekt je zavaroval interese Antante v naftnem bazenu in bil prvi korak k njegovi nevtralizaciji. V času predloga je bilo ozemlje bazena pod nadzorom ukrajinske galicijske vojske. Za zahodnoukrajinsko vlado so bili pogoji konvencije o premirju neugodni, vendar so ponudili priložnost za kompromis s Poljsko in pridobitev mednarodnega priznanja ukrajinske države s strani Antante.
Komisija je 24. februarja 1919 dosegla podpis sporazuma o premirju, 28. februarja pa je strankam predstavila svoje predloge o meji, ki jih je zahodnoukrajinska stran zavrnila. Zaradi neuspešnega dogovora o razmejitveni črti so se poljsko-ukrajinske sovražnosti 2. marca obnovile.

## Civilne žrtve
Zgodovinar Christoph Mick pravi, da Ukrajinci med to vojno niso izvajali sistematičnega nasilja ali pokolov etničnih Poljakov, vendar sta obe strani druga drugo krivili za prelivanje krvi. Ko so ukrajinske sile prvič zavzele Lvov, niso hotele vzeti talcev, tolerirale so poljske naborne centre in bile celo pripravljene začeti pogajanja s poljsko stranjo, vendar so naletele na oborožen odpor. Poljski zgodovinarji na drugi strani opisujejo številne primere terorja nad Poljaki, da bi jih prisilili k poslušnosti. Ukrajinske oblasti so poskušale ustrahovati poljsko prebivalstvo v Lvovu tako, da so po ulicah patruljirali ukrajinski vojaki, oboroženi tudi z mitraljezi, in streljali na mimoidoče in ljudi, ki so jih opazovali z oken ali vrat. Ukrajinci so seveda trdili, da so Poljaki od povsod streljali na njihove vojake. Po besedah zgodovinarja Christopha Micka je šlo za obojestransko propagandno vojno, v kateri sta obe strani druga drugo pretirano obtoževali vojnih zločinov in brutalnosti.
Ko so Poljaki zavzeli Lvov, so iz zaporov izpustili skupino poljskih kriminalcev, ki so skupaj z miličniki in rednimi vojaki ropali v judovskem in ukrajinskem delu mesta ter zlorabljali lokalne prebivalce.  Po besedah zgodovinarja Normana Davisa so Poljaki pobili približno 340 civilistov, od tega dve tretjini Ukrajincev in tretjino Judov. Christoph Mick trdi, da so bili med temi dogodki pobiti samo Judje, Ukrajinci pa ne, čeprav so bili predmet sovražnih dejanj.
Po navedbah poljskih zgodovinarjev so ukrajinske sile med vojno pobijale poljske prebivalce v Sokolonikih, kjer je bilo požganih 500 zgradb in ubitih približno 50 Poljakov. V Zamarstynowu je ukrajinski poveljnik obtožil poljsko civilno prebivalstvo, da podpira poljsko stran, in dovolil brutalne hišne preiskave, v katerih so njegovi vojaki pretepali, ropali, morili in posiljevali. Ukrajinske sile so med temi dogodki pomorile tudi vojne ujetnike. Dan kasneje so poljske enote iz maščevanja usmrtile skupino ukrajinskih ujetnikov. 24. novembra 1919 so ukrajinske sile napadle vas Bilka Szlachecka, jo požgale in civilno prebivalstvo pobile, pri čemer je bilo umorjenih 45 in ranjenih 22 civilistov. V Chodaczkowu Wielkem so ukrajinski vojaki umorili 4 poljska dekleta in njihova telesa pohabili. Posebna poljska komisija za preiskavo teh grozodejstev je ugotovila, da so se zgodili še bolj drastični dogodki, vendar zanje ni želela obtožiti ukrajinskega naroda, ampak je zanje krivdo pripisala majhnemu odstotku ukrajinske družbe, predvsem vojakom, kmetom ter vaškim učiteljem, častnikom in pripadnikom žandarmerije. Komisija, v kateri so bili predstavniki Italije in Francije, je ugotovila, da je bilo v samo treh okrožjih poleg ropov zagrešenih tudi 90 umorov civilistov. Ukrajinske sile so oskrunile tudi številne cerkve in posiljevali nune. Nekaj ljudi je bilo živih pokopanih. Vodja komisije Zamorski je za krivce grozodejstev predlagal zaporno kazen in vzpostavitev prijateljskih odnosov z ukrajinskim prebivalstvom na podlagi obstoječih zakonov.
Na splošno velja, da ni dokazov o množičnem preganjanju civilistov ene in druge strani, da pa so veliko zločinov zagrešile vojaške in paravojaške enote obeh strani.

## Zapuščina
Ukrajinska galicijska vojska, ki je štela 70 do 75 tisoč mož, je izgubila vojno in Galicijo, ki je pripadla Poljski, vendar je razglasitev ukrajinske države in bojevanje zanjo močno okrepila in poglobila nacionalistično ukrajinsko usmeritev znotraj Galicije. Galicija je bila od medvojnega obdobja središče ukrajinskega nacionalizma.
Po besedah znanega medvojnega poljskega publicista je bila poljsko-ukrajinska vojna glavni vzrok za neuspešno ustanovitev ukrajinske države v Kijevu konec leta 1918 in v začetku leta 1919. V tem kritičnem času bi galicijske sile, velike, dobro disciplinirane in imune na komunistične subverzije, lahko nagnile ravnotežje sil v korist ukrajinske države. Namesto tega so vse svoje vire usmerile v obrambo svoje galicijske domovine. Ko so se zahodne ukrajinske sile poleti 1919, potem ko so jih premagali Poljaki, premestile proti vzhodu, so se ruske sile znatno okrepile in vpliv Ukrajincev iz Galicije ni bil več odločilen.
Po vojni so ukrajinski vojaki postali tema ljudskih pesmi, njihovi grobovi pa kraj vsakoletnih romanj v zahodno Ukrajino, ki so se ohranila v času Sovjetske zveze kljub preganjanju sovjetskih oblasti.
Za Poljake iz vzhodne Galicije sta zmaga poljskih sil nad ukrajinsko galicijsko vojsko in možnost, da regija postane del obnovljene Poljske republike, po 146 letih tuje nadvlade povzročila velik val navdušenja. V letih po vojni so se bitke, kot je je bila tista pri Lvovu, omenjale kot izjemni primeri poljskega junaštva in odpornosti. Pokopališče Łyczakowski, kjer so pokopani in branilci Lvova, je bilo v obdobju med obema vojnama znano tudi otrokom.